# とるに足りない細部
『とるに足りない細部』（とるにたりないさいぶ、Minor Detail）は、パレスチナの作家アダニーヤ・シブリーが2017年に著した小説である。2024年に山本薫により日本語に訳された。
作品は2部からなり、第1部は1949年に実際に起きた、パレスチナ人でベドウィンの少女に対する、イスラエル兵によるレイプと殺人を再現し、第2部はこの事件を調査しようとした現代のパレスチナ女性の架空の物語である。
この小説は2020年の全米図書賞翻訳文学部門にノミネートされ、2021年には国際ブッカー賞の最終候補にもなり、2023年にはリベラトゥール賞に選ばれた。

## 発展
シブリーのこの3番目の小説は、12年かかって執筆された。アラビア語で書かれ、2017年にアラビア語で最初に出版され、2020年にエリザベス・ジャケットにより英訳された。作品は実話に基づいている。
2017年にアラビア語で出版されて以来、多くの翻訳がなされている。
- スペイン語: Un detalle menor. Hoja de Lata Editorial, 2019, ISBN 9788416537570
- 英語: Minor Detail. Fitzcarraldo Editions (UK), 2020, ISBN 9781913097172 (112 pages); New Directions Publishing (USA), ISBN 9780811229074 (105 pages); Text Publishing (Australia), ISBN 9781922268693 (176 pages)
- フランス語: Un détail mineur. Actes Sud, 2020, ISBN 9782330142094
- ドイツ語: Eine Nebensache. Dt. von Günther Orth. Berenberg Verlag, Berlin 2022, ISBN 9783949203213
- ポルトガル語: Um Detalhe Menor. Publicações Dom Quixote (Portugal), 2022, ISBN 9789722074421
- ポーランド語: Drobny szczegół.  Wydawnictwo Drzazgi, 2023. ISBN 9788396898807
- インドネシア語: Detail Kecil. Bentang Pustaka, 2024. ISBN 9786231864314
- 日本語: とるに足りない細部. 河出書房新社, 2024. ISBN 9784309209098

## あらすじ

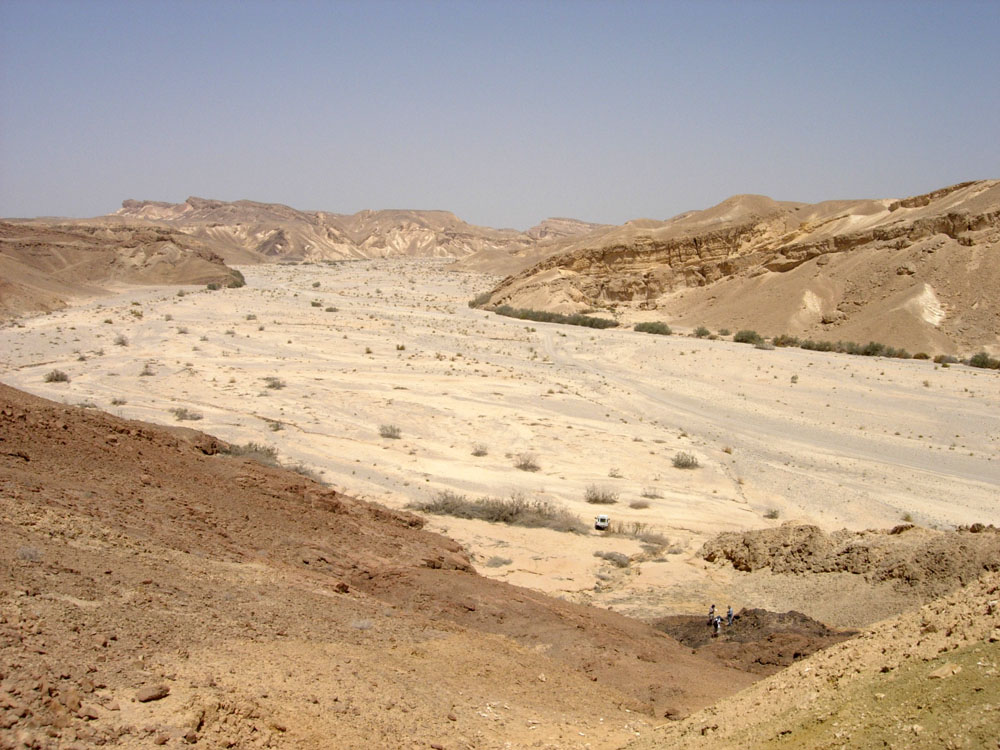
小説の舞台となったネゲブ砂漠

小説の第1部は歴史的事件を再現したもので、1949年にネゲブ砂漠で起きた、パレスチナ人でベドウィンの少女に対する、イスラエル兵によるレイプと殺人を描いている。第2部は現代の人物、ラマッラーに住む無名の女性が、1949年の事件を新聞記事で知り、その事件が彼女の誕生日に起きたことでずっと気になり、博物館（イスラエル国防軍歴史博物館を含む）のアーカイブを訪れて事件を検証しようとする物語である。彼女の調査はパレスチナ人の移動制限のために困難に直面する。最終的に、移動制限に違反した彼女は、ベドウィンの少女と同じ場所でイスラエル国防軍により処刑される。

## 評価
リテラリー・ハブによると、この小説は「絶賛」の評価を受けており、9本の批評のうち7本が「絶賛」で2本が「賛同」であった。
2020年にガーディアン紙で、アンソニー・カミンズとファーティマ・ブットにより批評された。カミンズは「非常に洗練された物語で、感情移入を制限し、声なき人々に声を与えることで、歴史的過ちを正そうとする願望を無情に探究している」と評した。ブットはシブリーの文章を「繊細で鋭い観察力」と呼び、「作品は、様々な点で、ぞっとして風刺がきいている。危険で、圧倒的すごさだ」と評した。
作品は同年にロサンゼルス・レビュー・オブ・ブックスで、ケイティ・ダ・クニャ・ルーウィンにより批評されたが、ダ・クニャ・ルーウィンはこの本について「危機に瀕した人生の深い衝撃についての激しく洞察に満ちた作品」と評し、「シブリーの作品は力強く、エリザベス・ジャケットによる翻訳は、絶妙な明晰さと静かなコントロールにより表現されている」と結論づけている。
この年にはエギナ・マナチョワもシカゴ・レビュー誌で批評した。マナチョワは小説を「簡素で、不安をかきたて、ずっと気になる」と言った。彼女は翻訳の質を褒め、小説の2つの部分の結びつきをナクバ（1948年にパレスチナの社会と国土が破壊され、ほとんどのパレスチナ人が永遠に移住させられたこと）の概念にあると述べた。彼女はまた、小説の登場人物は皆無名であり、様々な地名が変化している（以前はパレスチナ、現在はイスラエル）ことを指摘し、それが「ヨルダン川西岸地区における土地収用の過程と移住」を表現していると主張した。
クリストファー・リンフォースも同年にワールド・リテラチュア・トゥデイで批評した。リンフォースは「シブリーの地位が現代のパレスチナ作家の中で最高レベルなのは間違いない」と書き、小説が「短いが力強い」と語り、2部に分かれているのを賞賛した（「異なる時間軸を表現する文体」として）。
ニルマラ・デヴィによる2020年のもう一つの批評がアートレビュー誌に載った。デヴィはテーマを「平凡な残忍性と、権力者が無力者を消し去る能力についての物語」と要約し、小説とその翻訳は「言葉とその隙間の空白をどう扱うかというとてつもない作品だ」と結論づけた。
ニューヨーク・タイムズにはアブラジョティ・チャクラボルティが、この小説の2部構造について、「二つの物語の細部はお互いに鏡のようになっているだろう、なぜなら過去は過去に留まらないからだ」と書いた。

### 2023年のリベラトゥール賞をめぐる論争
2022年に作品のドイツ語訳が出版された後、2023年に小説はドイツの文芸団体リトプロムにより、リベラトゥール賞に選出された。授賞式の数日前、リトプロムはフランクフルト・ブックフェアでの授賞式を中止し、2023年パレスチナ・イスラエル戦争が続いていることを理由に無期限に延期した。これは論争を巻き起こした。受賞式の中止が発表されると、コルム・トビーン、ヒシャーム・マタール、カミラ・シャムシー、ウィリアム・ダルリンプルを含む1000人以上の作家や知識人たち、そしてノーベル賞受賞者のアブドゥルラザク・グルナ、アニー・エルノー、オルガ・トカルチュクが、フランクフルト・ブックフェアを批判し、ブックフェアが「この残忍で過酷な時期に、パレスチナ作家が彼らの思想、感情、文学への考察を共有する場を提供する責任があり、彼らを締め出す責任はない」という公開書簡を書いた。
ブックフェアの決定の前に、作品は何人かのドイツの批評家から批判された。リトプロムの審査員でジャーナリストのウルリッヒ・ノラーは、小説は「反イスラエル、反ユダヤ主義の物語だ」と抗議して審査員を辞任した。同様の抗議は、ドイツの新聞ディー・ターゲスツァイトゥングの書評家カールステン・オッテからも寄せられ、作品が白黒の物語で「全てのイスラエル人は匿名の凌辱者か殺人者で、パレスチナ人はいつも毒をもられ、引き金を引く占領者の犠牲者だ」と批判した。
10月12日に著名な文芸評論家イリス・ラディッシュは、週刊ディー・ツァイト誌上で文学賞への支持を表明した。彼女は小説が国際的に評価されていることや、ドイツの文芸批評家により「文芸作品として当然賞賛された」ことに言及した。さらにラディッシュは、パレスチナの作家による傑出した小説を、「現在のハマスによる大量殺人」と関連付けるのは、真剣な文芸評論とは全く関係ないとした。10月13日のフランクフルター・アルゲマイネ・ツァイトゥング紙では、文学者でジャーナリストのパウル・インゲンダーイが、2022年に彼女の作品がドイツ語に翻訳された際のシブリーへのインタビューに言及した。ここでインゲンダーイは、シブリーが管理され危機下にある人物を文学として表現することに関心のある作家で、それは作家と読者双方が隠された洞察を得ることができるとして、シブリーの発言を引用している。要約すると、インゲンダーイはシブリーがどんなナショナリズムも非難し、「他者の苦しみに気づく」ことを支持していると書いた。シブリーのパレスチナ人としてのアイデンティティについての彼の質問に対し、「シブリーは政治的声明を恐れ、特にアジテーションを警戒した。その代わり、彼女は『とるに足りない細部』を書き、より一般的なフィクションの執筆を、言語、場所、そしてアイデンティティを考える場所として評価するのを主張した。それらは常にだれが読むかに依っている」。

### 日本での評価
日本語訳『とるに足りない細部』の翻訳者山本薫は、「訳者あとがき」で本書について、「小説としての本作の本領は、大きな歴史的現象を描くことよりもむしろ、勝者の歴史の陰に隠されたサバルタンの物語に光を当てようとするところにあるだろう」とし、第1部ではベドウィン少女の表情や声の不在が際立ち、第2部では女性が挑む試みが悲劇的結末を迎えることをあげる。そして本作は著者シブリーの「深い教養や洞察、そして何よりも過激といっていいほどの繊細な感性が結実した小説である」としている。
日本経済新聞で小野正嗣は、第2部で「パレスチナ人は現在も「耐えがたい大きさの苦しみ」に向きあっているのに、「過去に遡って更なる苦しみを探し求める必要」があるのか」と女性は自問するとし、「憎しみではない。不安と絶望の向こうから、真実と正義を希求する静かな決意が伝わってくる」と評した。
読売新聞で宮内悠介は、第2部で女性が「事件を追う理由は、少女が殺された四半世紀後の、同じ日時に生まれたから。彼女はこれを「とるに足りない細部」と呼ぶが、同時に、細部の先に真実への道があるとも考える。少女側の声を無視した記事では明らかにされていない、完全な真実への道が」と評し、「この考えを体現するかのように、著者は膨大なディテールを積み重ねていく。特に、第一部の静かな迫力には圧倒される。細部を積み重ねたその先に、歴史との接続は皮肉な形で果たされる」とまとめている。
朝日新聞で山内マリコは、第2部こそ必読だとし、「戦時下の緊張感を湛えたパレスチナ人の日常。草創期だった第一部から、戦争と入植活動はひたすら続いている。「入植」という言葉では感じ取れない痛みが実感を伴って迫る。かつてのパレスチナの地図と、イスラエルが塗り替えた地図。入植する側と、された側の視点をイーブンで描く構成。そして消された〝声〟を探しに行くストーリーで、自らの消されかけた肉声を伝える構造が巧みだ」と評した。

## 分析
何人かの批評家が作品の文体についてコメントしている。カミンズは「舞台の演出のような軽い判断の言葉は、非常に混乱させる…出来事は分刻みで記録されるが、感情が無い」と言った。ブットは「第2部での住民と兵士は、何の悪意や計略を持たないように書かれている」とコメントした。デヴィは「物語は第三者によって語られ、しばしば冷静で分析的トーンである。物語で感情が表れるのは、被害者の犬の所である。そして誰もそれを理解できない」と指摘した。さらに、シブリーの冷淡な文体は、アルベール・カミュの『異邦人』に比較されている。

## 受賞
- 全米図書賞翻訳文学部門（英語版） (最終候補, 2020年)[25]
- 国際ブッカー賞（英語版） (最終候補, 2021年)[26][27]
- リベラトゥール賞 (2023年)[15]